# Тъну Ъннепалу
Тъну Ъннепалу (на естонски: Tõnu Õnnepalu, пишещ под псевдонимите Емил Тоде (Emil Tode) и Антон Нигов (Anton Nigov)) е един от най-международно известните естонски белетристи. Започва кариерата си на писател като поет през 1985 г. със стихосбирка, озаглавена Jõeäärne maja („Крайречна къща“). Истинският му пробив е през 1993 г., когато публикува романа Piiririik („Гранична страна“) под псевдонима Емил Тоде, за който получава годишната литературна награда, давана от Балтийската асамблея. През 2006 г. е избран за най-добрия естонски автор след възстановяването на Естонската република. 
Ъннепалу е роден през 1962 г. в Талин, учи в училище с фокус върху биологията и завършва биология в Тартуския университет. Преподава биология и химия на остров Хиюмаа до 1987 когато става писател, преводач и журналист на свободна практика. Работил е и като редактор в списанието за литература Vikerkaar, в естонското външно министерство и като директор на Естонския институт в Париж. 
Романът „Гранична страна“ е преведен на 14 езика и е най-превежданата естонска книга на 1990-те години. Такава книга не би могла да бъде написана и публикувана на естонски по-рано. В нея се разглеждат новостите, породени от отварянето на границите и колапса на Съветския съюз. Романът изследва противоположностите „Изток“ и „Запад“, Естония и Европа. Главният герой е млад хомосексуален мъж със стипендия в Париж, който се опитва да разбере чрез личен опит промените, случващи се в Европа през ранните години на 1990-те. Темите на книгата са връзката му е по-възрастен западноевропейски мъж и убийство във втора сюжетна линия. В началото на 1990-те принципните въпроси, които естонец би си задал, са: Кои сме ние? Какъв е този свят, който виждаме пред нас? Какви правила трябва да бъдат спазвани тук?. Протагонистът е „благородният дивак“, който се опитва да се запознае с новите правила. Може би международният успех на книгата е заради това, че източноевропейският „дивак“ говори в разбираем за западноевропейските читатели начин. 
Във всичките си книги Ъннепалу търси отговорите на съдбоносни човешки въпроси, свързани с любовта и самотата, сексуалността, социалният живот и религиозната свобода, власт над други хора и предателство. Под псевдонима Емил Тоде авторът пише по тези теми в Hind („Цена“, 1995) и роман от женска гледна точка Printsess („Принцеса“, 1997). Централно за тези книги е търсенето на идентичност в променящия се свят. Под псевдонима Антон Нигов авторът публикува автобиографичен роман – Harjutused („Упражняване“, 2002), вид дневник за изповеди. Отново под името Емил Тоде авторът публикува Raadio („Радио“, 2002), в който продължава да разглежда темите от „Гранична страна“, като този път темата е животът на застаряваща примадона, чийто живот е заплетен с този на млад гей. 
Романът му Paradiis („Рай“, 2009) е в епистоларна форма творба за седем дни на Хиюмаа през май 2009 г., напомнящ за годините, които той прекарва там, хората от малко красиво крайбрежно село и кръговратите в животите им. 
През 2009 г. издава Kevad ja suvi ja („Пролет и лято, и“, 2009) – дневник за 2008 г. под формата на поеми, на границата с проза. Ъннепалу е изключителен когато пише за природа, богато на малки нюанси, красиво и тъжно, както и много човечно. 
Като преводач Ъннепалу е превеждал творби от френски на авторите Франсоа Мориак, Шарл Бодлер и Марсел Пруст. 